# Lázaro Cárdenas, Acatepec
Lázaro Cárdenas är en ort i Mexiko.   Den ligger i kommunen Zapotitlán Tablas och delstaten Guerrero, i den sydöstra delen av landet, 250 km söder om huvudstaden Mexico City. Lázaro Cárdenas ligger 1 088 meter över havet och antalet invånare är 161.
Terrängen runt Lázaro Cárdenas är kuperad söderut, men norrut är den bergig. Lázaro Cárdenas ligger nere i en dal. Runt Lázaro Cárdenas är det ganska glesbefolkat, med 42 invånare per kvadratkilometer. Närmaste större samhälle är Acatepec, 11,7 km norr om Lázaro Cárdenas. I omgivningarna runt Lázaro Cárdenas växer huvudsakligen savannskog.